# Anti (album)
Anti (stiliziran velikim slovima) osmi je studijski album barbadijske pjevačice Rihanne. Objavljen je 28. siječnja 2016. putem Westbury Road i Roc Nation. Rihanna je surađivala s producentima među kojima su Jeff Bhasker, Boi-1da, DJ Mustard, Hit-Boy, Brian Kennedy, Timbaland i No I.D. kako bi postigla njezin željeni zvuk. Napori su rezultirali odstupanjem od Rihanninih prethodnih žanrova plesne i klupske glazbe te stvorili prvenstveno pop, dancehall i R&B ploču s elementima soula. Anti istražuje teme toksičnosti odnosa, izdaje voljenih, umjetničkog i osobnog oslobađanja, uz pomirenje i trajnu vjernost.
Album je objavljen uz pozitivne kritike glazbenih kritičara, a brojne su ga publikacije uvrstile na svoje popise najboljih albuma 2016. i 2010.-tih godine. Godine 2020. Rolling Stone rangirao je album na 230. mjestu svoje liste 500 najboljih albuma svih vremena. Dostigao je prvo mjesto na američkom Bilbordu 200, premjestivši 166 000 jedinica ekvivalentnih albuma u prvom tjednu punog praćenja, a nakon dva dana izdavanja Američko udruženje za snimanje (RIAA) potvrdilo je platinu kao rezultat kupnje Samsunga milijun primjeraka albuma unaprijed. Također je bio na vrhu ljestvica u Kanadi, Norveškoj, Tajvanu i britanskoj R&B ljestvici albuma.
Producirao je četiri singla, uključujući singl "Work", s Drakeom, koji je zauzeo prvo mjesto na američkom Billboard Hot 100, postavši Rihannina četrnaesta pjesma broj jedan na ljestvici, i proveo devet tjedana na vrhu. Kako bi dodatno promovirala album, Rihanna je započela svoju sedmu svjetsku koncertnu turneju, Anti World Tour 2016. godine. Anti je bio album s najboljom izvedbom crnačke umjetnice iz desetljeća 2010. godine, a prodan je u 11 milijuna primjeraka širom svijeta.

## Pozadina
Nakon izdavanja Rihanninog sedmog studijskog albuma Unapologetic (2012) i prateće turneje, pjevačica je htjela napraviti stanku od snimanja glazbe. Izjavila je, "Htjela sam imati godinu dana da samo umjetnički, kreativno radim sve što želim." Međutim, stanka nije potrajala dugo i nakon tjedan dana vratila se u studio. Tijekom početnog pisanja i razvoja albuma, Rihanna nije bila sigurna kako želi da Anti zvuči. U konačnici je zaključila da želi "iskrenu" glazbu i opseg djela koji ju je odražavao i predstavljao u to vrijeme. Ipak, pjevačica je izjavila da se tijekom postupka snimanja razvijala i da u tom trenutku nije imala odgovor tko je. Prema njezinim riječima, osjećala se odvojeno od osjećaja i "utrnula" tijekom koncepcije albuma. Tijekom svoje kreativne borbe, Rihanna je unajmila kuću u Malibuu tijekom nekoliko mjeseci i počela intenzivno pisati i skladati glazbu sa svojim timom koji se sastojao od različitih glazbenika.
U svibnju 2014. objavljeno je da je Rihanna napustila Def Jam Recordings kako bi u potpunosti potpisala ugovor s tvrtkom svog menadžera Jay-Z-a Roc Nation, a kasnije je otkrila da je stekla majstore za sve svoje snimke i da će putem nje zajednički objaviti svoj osmi studijski album vlastita izdavačka kuća Westbury Road i Roc Nation. 8. veljače 2015., tijekom svog intervjua za crveni tepih Grammy Awards, američki reper Kanye West najavio je da će biti izvršni producent Anti. Međutim, u siječnju 2016., u odgovoru obožavatelja na Twitteru, Rihanna je napisala da West više nije izvršni producent albuma i da oboje rade na različitim projektima. Umjesto toga, sama Rihanna bila je izvršna producentica Anti i surađivala s nekoliko producenata.

## Promocija
U studenom 2014. Rihanna je najavila da bi njezin album trebao izaći "vrlo brzo". "FourFiveSeconds", u kojem sudjeluju Kanye West i Paul McCartney, objavljen je 24. siječnja 2015. Dva mjeseca kasnije, 29. ožujka objavila je "Bitch Better Have My Money". Druga pjesma pod nazivom "American Oxygen" debitirala je na Tidalu 5. travnja 2015. U listopadu 2015. otkriveno je da je Rihanna stekla majstore za sve svoje snimke i da će zajedno izdavati Anti preko vlastite izdavačke kuće Westbury Road i Roc Nation.
U studenom 2015. objavljeno je da je Rihanna potpisala ugovor sa Samsungom vrijedan 25 milijuna dolara za ne samo promociju linije proizvoda Galaxy, već i za sponzoriranje izdanja Anti i prateće turneje. 19. studenog 2015. godine, Rihanna i Samsung objavili su 16-sekundni tajnoviti videozapis za Anti, pokrenuvši web mjesto za Rihannin nadolazeći album pod nazivom "ANTIdiaRy". Nakon pokretanja, web-lokacija samo za mobilne uređaje davala je poruke, poput "Ona vas čeka. Jeste li unutra?" i "Budite strpljivi i držite oči otvorene". Web stranica je potom pokrenula osam "soba" tijekom sljedećih 9 tjedana, od kojih svaka lagano odgovara njezinim prethodnim albumima, detaljno opisujući njezin osobni život tijekom karijere i uključujući tragove Anti. U istom mjesecu otkazala je svoj nastup na Victoria's Secret Fashion Showu kako bi završila rad na Anti.
Anti World Turneja najavljena je 23. studenog 2015. Turneja koju je sponzorirao Samsung započela je u ožujku 2016., a završila u studenom 2016., uz podršku Travisa Scotta u Sjevernoj Americi i Big Seana u odabrane europske datume. Album je u cijelosti procurio na internet 27. siječnja 2016. godine, nakon što je prerano objavljen na servisu za streaming glazbe Tidal. Također putem Tidala, milijun primjeraka albuma bilo je dostupno za besplatno preuzimanje putem Samsunga, bez obzira je li slušatelj pretplatnik Tidala ili ne. Album je službeno objavljen širom svijeta u internetskim trgovinama, poput iTunesa, dva dana kasnije.

## Popis Pjesama
| Standardno izdanje | Standardno izdanje        | Standardno izdanje | Standardno izdanje                              | Standardno izdanje | Standardno izdanje | Standardno izdanje | Standardno izdanje | Standardno izdanje | Standardno izdanje |
| Br.                | Skladba                   | Tekstopisac | Producenti                                      | Trajanje           |                    |                    |                    |                    |                    |
| ------------------ | ------------------------- | --- | ----------------------------------------------- | ------------------ | ------------------ | ------------------ | ------------------ | ------------------ | ------------------ |
| 1.                 | »Consideration« (ft. SZA) | Solana Rowe ▪ Tyran Donaldson ▪ Robyn Fenty | Scum ▪ Kuk Harrell                              | 2:41               |                    |                    |                    |                    |                    |
| 2.                 | »James Joint«             | Robert Taylor ▪ James Fauntleroy ▪ Fenty | Shea Taylor ▪ Harrell                           | 1:12               |                    |                    |                    |                    |                    |
| 3.                 | »Kiss It Better«          | Jeff Bhasker ▪ John Glass ▪ Teddy Sinclair ▪ Fenty                                                                                             | Bhasker ▪ Glass John ▪ Harrell                  | 4:13               |                    |                    |                    |                    |                    |
| 4.                 | »Work« (ft. Drake)        | Jahron Braithwaite ▪ Matthew Samuels ▪ Allen Ritter ▪ Rupert Thomas ▪ Aubrey Graham ▪ Fenty ▪ Monte Moir                                       | Boi-1da ▪ Harrell ▪ Noah "40" Shebib            | 3:39               |                    |                    |                    |                    |                    |
| 5.                 | »Desperado«               | Krystin "Rook Monroe" Watkins ▪ Mick Schultz ▪ Fenty ▪ Fauntleroy ▪ Derrus Rachel                                                              | Schultz ▪ Harrell                               | 3:06               |                    |                    |                    |                    |                    |
| 6.                 | »Woo«                     | Chauncey Hollis ▪ Jacques Webster ▪ Jeremy Felton ▪ Abel Tesfaye ▪ Fenty ▪ Terius Nash ▪ Rachel ▪ Jean Baptist                                 | Hit-Boy ▪ Travis Scott ▪ Harrell                | 3:55               |                    |                    |                    |                    |                    |
| 7.                 | »Needed Me«               | Dijon McFarlane ▪ Fenty ▪ Nick Audino ▪ Lewis Hughes ▪ Khaled Rohaim ▪ Te Warbrick ▪ Adam Feeney ▪ Brittany Hazzard ▪ Charles Hinshaw ▪ Rachel | DJ MustardTwice as Nice ▪ Frank Dukes ▪ Harrell | 3:11               |                    |                    |                    |                    |                    |
| 8.                 | »Yeah, I Said It«         | Timothy Mosley ▪ Bibi Bourelly ▪ Evon Barnes ▪ Daniel Jones ▪ Chris Godbey ▪ Jean-Paul Bourelly ▪ Fenty                                        | Timbaland ▪ Fade Majah ▪ Jones ▪ Harrell        | 2:13               |                    |                    |                    |                    |                    |
| 9.                 | »Same Ol' Mistakes«       | Kevin Parker | Parker ▪ Harrell                                | 6:37               |                    |                    |                    |                    |                    |
| 10.                | »Never Ending"«           | Paul Herman ▪ Chad Sabo ▪ Fenty ▪ Dido Armstrong                                                                                               | Sabo ▪ Harrell                                  | 3:22               |                    |                    |                    |                    |                    |
| 11.                | »Love on the Brain«       | Fred Ball ▪ Joseph Angel ▪ Fenty | Ball ▪ Harrell                                  | 3:44               |                    |                    |                    |                    |                    |
| 12.                | »Higher«                  | Ernest Wilson ▪ B. Bourelly ▪ Fenty ▪ Fauntleroy ▪ Jerry Butler ▪ Kenny Gamble ▪ Leon Huff                                                     | No I.D. ▪ Harrell                               | 2:00               |                    |                    |                    |                    |                    |
| 13.                | »Close to You«            | Brian Seals ▪ Fauntleroy ▪ Fenty | Brian Kennedy ▪ Harrell                         | 3:43               |                    |                    |                    |                    |                    |
| 43:36              |                           | |                                                 |                    |                    |                    |                    |                    |                    |

| Deluxe izdanje | Deluxe izdanje     | Deluxe izdanje                                                               | Deluxe izdanje                  | Deluxe izdanje | Deluxe izdanje | Deluxe izdanje | Deluxe izdanje | Deluxe izdanje | Deluxe izdanje |
| Br.            | Skladba            | Tekstopisac                                                                  | Producent                       | Trajanje       |                |                |                |                |                |
| -------------- | ------------------ | ---------------------------------------------------------------------------- | ------------------------------- | -------------- | -------------- | -------------- | -------------- | -------------- | -------------- |
| 14.            | »Goodnight Gotham« | Paul Epworth ▪ Florence Welch ▪ Fenty ▪ C. Boggs                             | Mitus ▪ Harrell                 | 1:28           |                |                |                |                |                |
| 15.            | »Pose«             | Hollis ▪ B. Bourelly ▪ Fenty ▪ Webster                                       | Hit-Boy ▪ Scott ▪ Harrell       | 2:24           |                |                |                |                |                |
| 16.            | »Sex with Me«      | Braithwaite ▪ Samuels ▪ Feeney ▪ Anderson Hernandez ▪ Chester Hansen ▪ Fenty | Boi-1daDukes ▪ Vinylz ▪ Harrell | 3:26           |                |                |                |                |                |
| 50:54          |                    |                                                                              |                                 |                |                |                |                |                |                |

## Ljestvice
| Ljestvice                  | Najviša pozicija |
| -------------------------- | ---------------- |
| Australija                 | 5                |
| Austrija                   | 7                |
| Belgija                    | 8                |
| Brazil                     | 8                |
| Češka                      | 5                |
| Danska                     | 3                |
| Finska                     | 5                |
| Francuska                  | 6                |
| Grčka                      | 4                |
| Italija                    | 10               |
| Japan                      | 10               |
| Kanada                     | 1                |
| Meksiko                    | 16               |
| Norveška                   | 1                |
| Novi Zeland                | 5                |
| Njemačka                   | 3                |
| Poljska                    | 6                |
| Portugal                   | 11               |
| Sjedinjene Američke Države | 1                |
| Škotska                    | 7                |
| Španjolska                 | 4                |
| Švedska                    | 2                |
| Švicarska                  | 2                |
| Ujedinjeno Kraljevstvo     | 7                |

## Vanjske poveznice
- na Rihanna službene web stranice

1. ↑  Rihanna Exclusive Interview: 'I Break The Rules Even When I Don't Intend To'. NME (engleski). 18. rujna 2015. Pristupljeno 8. srpnja 2021.
2. ↑  Nast, Condé. More From Rihanna’s Interview With Vogue. Vogue (engleski). Pristupljeno 8. srpnja 2021.
3. ↑  Rihanna Gets Real About Her Struggles Recording ANTI. InStyle (engleski). Inačica izvorne stranice arhivirana 9. srpnja 2021. Pristupljeno 8. srpnja 2021.
4. ↑  Rihanna Has Left Def Jam and Signed to Jay Z’s Roc Nation Label. Complex (engleski). Inačica izvorne stranice arhivirana 30. travnja 2019. Pristupljeno 8. srpnja 2021.
5. ↑  Rihanna Will Release Her Next Album Through Her Own Company & This Feminist Move Is Typical For Bad Girl RiRi. Bustle (engleski). Pristupljeno 8. srpnja 2021.
6. ↑  Rihanna new album: Kanye West no longer executive producing Anti as release date remains unknown. International Business Times UK (engleski). 21. siječnja 2016. Pristupljeno 8. srpnja 2021.
7. ↑  ANTI (Deluxe Edition). Rihanna (engleski). Pristupljeno 8. srpnja 2021.
8. ↑  Rihanna Tells ET: New Album Coming 'Very Soon' | Entertainment Tonight. www.etonline.com (engleski). Pristupljeno 8. srpnja 2021.
9. ↑  White, Caitlin. Rihanna Dropped Her New Song With Kanye And Paul McCartney—Hear 'FourFiveSeconds'. MTV News (engleski). Inačica izvorne stranice arhivirana 28. studenoga 2019. Pristupljeno 8. srpnja 2021.
10. ↑  Rihanna Debuts 'Bitch Better Have My Money' at iHeartRadio Awards. Billboard (engleski). Pristupljeno 8. srpnja 2021.
11. ↑  Rihanna Debuts Soulful 'American Oxygen' on Tidal. Time (engleski). Pristupljeno 8. srpnja 2021.
12. ↑  Rihanna Debuts 'American Oxygen,’ Slams RFRA at March Madness Fest. www.yahoo.com (engleski). Pristupljeno 8. srpnja 2021.
13. ↑  Atkinson, Claire. 29. listopada 2015. Rihanna inks $25M sponsorship deal with Samsung. New York Post (engleski). Pristupljeno 8. srpnja 2021.
14. ↑  Facebook; Twitter; options, Show more sharing; Facebook; Twitter; LinkedIn; Email; URLCopied!, Copy Link; Print. 20. studenoga 2015. Rihanna is teaming with Samsung for 'Anti,' unveils album website. Los Angeles Times (engleski). Pristupljeno 8. srpnja 2021.
15. ↑  Rihanna Unlocks Room 4 of ANTIdiaRy. Rap-Up (engleski). Pristupljeno 8. srpnja 2021.
16. ↑  Hicks, Gregory. Rihanna Cancels Her Victoria Secret Performance, But For A Great Reason. MTV News (engleski). Inačica izvorne stranice arhivirana 9. srpnja 2021. Pristupljeno 8. srpnja 2021.
17. ↑  Kreps, Daniel; Kreps, Daniel. 23. studenoga 2015. Rihanna Details Massive 'Anti' World Tour. Rolling Stone (engleski). Pristupljeno 8. srpnja 2021.
18. ↑  https://twitter.com/rihanna/status/668855691612958720. Twitter. Pristupljeno 8. srpnja 2021. Vanjski link u parametru |title= (pomoć)
19. ↑  Coscarelli, Joe. 28. siječnja 2016. Rihanna’s New Album, ‘Anti,’ Is Leaked Online. The New York Times (engleski). ISSN 0362-4331. Pristupljeno 8. srpnja 2021.
20. ↑  McIntyre, Hugh. Rihanna's Album Is Dropping At Midnight, And She's Giving It Away For Free. Forbes (engleski). Pristupljeno 8. srpnja 2021.
21. ↑  https://twitter.com/rihanna/status/692903576364982272. Twitter. Pristupljeno 8. srpnja 2021. Vanjski link u parametru |title= (pomoć)
22. ↑  Unapologetic. Wikipedia (engleski). 15. lipnja 2021. Pristupljeno 17. lipnja 2021.